# Virgin (Montserrat)
Pour les articles homonymes, voir Virgin.
Virgin est un toponyme de Montserrat aux petites Antilles.